# Добровольский, Игорь Иванович
И́горь Ива́нович Доброво́льский (рум. Igor Dobrovolschi; 27 августа 1967, Марковка, Одесская область, Украинская ССР, СССР) — советский и российский футболист, полузащитник, тренер. Чемпион летних Олимпийских игр 1988 года. Победитель Лиги чемпионов 1993. Заслуженный мастер спорта СССР (1989).

## Карьера

### Клубная
Воспитанник тираспольской ДЮСШ № 4. Первый тренер — Иосиф Францевич Кайзер. Начал играть в ведущей команде Молдавской ССР «Нистру».
В 1985 году в составе команды Молдавской ССР выступал на турнире 40-летия Победы в Великой Отечественной войне. В матче против Грузинской ССР, который проходил в Симферополе, именно Добровольский открыл счёт, обыграв правого защитника Алана Кулумбегова: он пробросил мяч мимо него, добрался до штрафной и точно пробил в ближнюю девятку. Молдавская ССР победила 5:0, а тренер СДЮШОР московского «Динамо» Виктор Царёв выразил намерение добиться перехода игрока в динамовскую школу. Также после контрольной игры с дублем «Днепра» тренер основного состава днепровцев Владимир Емец привёл Добровольского в раздевалку и показал своим игрокам со словами «Посмотрите, кто вас обыграл».
В том же году Добровольский дебютировал за основной состав команды, причём настолько ярко, что за 17-летним футболистом началась охота ведущих клубов. Тренер «Нистру» Анатолий Полосин даже отвозил Добровольского на базу киевского «Динамо», откуда тот сбежал. Сам Добровольский в итоге выбрал московское «Динамо», за которое выступал с 1986 года.
В декабре 1990 заключил 4-летний контракт с итальянским клубом «Дженоа». Однако выступать за команду не мог, поскольку срок заявок на сезон истёк 6 октября. Добровольскому было предложено играть за испанский «Кастельон», после чего он перешёл на правах аренды в швейцарский «Серветт». Перед сезоном 1992/93 вернулся в Италию, где участвовал в нескольких первых играх чемпионата. Однако в команде сменился тренер — вместо Бруно Джорджи пришёл Луиджи Майфреди, который перестал ставить Добровольского в состав, либо отправлял его играть на несвойственную игроку позицию — левого полузащитника. Ситуация усугублялась тем, что Добровольский получил тяжелую травму в кубковом матче с «Анконой». Тем не менее к приходу нового тренера он восстановился, но, по мнению Майфреди, не выдерживал конкуренции с бразильцем Бранко, чехом Скухравы и голландцем ван ’т Схипом.
В декабре 1992 Добровольскому пришло приглашение из марсельского «Олимпика», которое он принял без раздумий. При этом оказалось, что приглашение было от президента клуба Бернара Тапи, а не от тренера Раймона Гуталса, который удивился, увидев на тренировке нового футболиста. Игорь начал выступления за «Олимпик» в основном составе игрой против «Валансьена», однако в следующих играх Гуталс всячески давал понять, что не рассчитывает на Добровольского и зачастую оставлял его на скамейке запасных. По мнению Добровольского, окончательно путь в основной состав был перекрыт февральской историей с его болезнью гриппом и нежеланием из-за этого играть в календарной игре чемпионата Франции против «Гавра» на севере страны. Добровольский полагал, что выход на поле при температуре тела в 39 градусов только усугубит его состояние, а сам он не принесёт пользы команде. Но данные аргументы не были приняты Гуталсом и Тапи, после чего на поле выходил лишь эпизодически. В составе «Олимпика» Добровольский выиграл Лигу чемпионов и чемпионат Франции, однако позже «Олимпик» был лишён титула после коррупционного скандала. Финал Лиги чемпионов пропустил из-за проблем с визой.
В июне 1993 года, после окончания срока аренды в «Олимпике», с согласия «Дженоа», с которой был связан контрактом до 1995 года, вернулся в «Динамо». Вновь вышел в футболке «Динамо» 27 июня 1993 года в игре против московского «Локомотива» и сразу с капитанской повязкой. Встреча завершилась вничью 1:1, а Добровольский провёл на поле все 90 минут.
В сезоне 1994/95 играл за мадридский «Атлетико».
В 1996 году подписал контракт с «Фортуной» Дюссельдорф, где провёл три сезона. В первый сезон команда вылетела из Бундеслиги и последующие два провела во второй Бундеслиге.
Завершил карьеру в 32 года в силу многих факторов, в частности, из-за боязни летать на самолётах.

### В сборной
Дебютировал в национальной сборной СССР в возрасте 18 лет 26 марта 1986 года в товарищеской игре против сборной Англии (0:1). 14 октября 1986 года дебютировал в олимпийской сборной СССР. В следующем матче 15 апреля 1987 года забил первый мяч за олимпийскую сборную в ворота Турции (2:0). Первый мяч за национальную сборную забил во второй игре 29 августа 1987 года (через 2 дня после 20-летия) в ворота сборной Югославии (1:0).
В 1988 году наряду с Алексеем Михайличенко стал одним из двух лучших бомбардиров летней Олимпиады в Сеуле, забив в пяти подряд матчах, в том числе отличился в финальном матче с пенальти. Принял участие в чемпионате мира 1990 года в Италии. В матче с Камеруном забил гол, установив окончательный счёт в матче — 4:0. Сборная после группового этапа выбыла из дальнейшей борьбы, и этот гол стал последним голом в истории сборной СССР на чемпионатах мира. 23 мая 1991 года провёл последний матч за сборную СССР против команды Аргентины (1:1). На чемпионате Европы 1992 года стал автором единственного гола сборной СНГ, забив с пенальти в ворота тогдашних чемпионов мира и будущих обладателей серебряных наград турнира сборной Германии.
После распада СССР Добровольский выбирал между выступлениями за сборные России и Украины. Позже Добровольскому, по его собственным словам, даже предлагали выступать за национальную сборную Италии, однако он склонился к играм за Россию. Имел все шансы поехать на чемпионат мира 1994 года, однако стал одним из футболистов сборной России, чья подпись стояла под «Письмом четырнадцати». За сборную России забил два мяча: 23 мая 1993 года в ворота Греции и 7 июня 1995 года в ворота Сан-Марино.
На чемпионате Европы 1996 года сборная России не вышла из группы. По словам Андрея Семьянинова, приводимым в журнале «Коммерсантъ-Власть», вице-президент Российского футбольного союза Никита Симонян обвинил в провале четырёх игроков — Сергея Кирьякова, Игоря Шалимова, Дмитрия Харина и Игоря Добровольского, назвав их «гнилыми людьми» и «футбольным ГКЧП». На том турнире между тренером и игроками вспыхнул конфликт, связанный с выплатой премиальных: игроки требовали выплатить 15 тысяч долларов за факт участия при том, что РФС оговорил выплату 25 тысяч долларов в качестве премиальных в случае выхода в четвертьфинал.

### Тренерская
В 2005—2006 годах — играющий главный тренер молдавского клуба «Тилигул-Тирас».
С 22 декабря 2006 года по 15 октября 2009 года — главный тренер сборной Молдовы.
В сезоне 2010/11 под его руководством кишинёвский клуб «Дачия» победил в чемпионате Молдовы. При Добровольском «Дачия» впервые в своей истории стала чемпионом страны, обладателем Суперкубка, а также дважды становилась вице-чемпионом. Следующим клубом в тренерской карьере стал «Верис». В январе 2015 года возглавил «Сахалин», но после двух матчей покинул клуб по семейным обстоятельствам. В апреле этого же года второй раз за свою карьеру возглавил кишинёвский клуб «Дачия». Первой игрой команды под его руководством стал полуфинал Кубка Молдовы, где «Дачия» в серии пенальти одолела «Тирасполь».
После 2 тура национального дивизиона 2015/16 Добровольский ушёл из клуба.
В декабре 2015 вновь возглавил сборную Молдовы, 31 декабря 2017 года Федерация футбола Молдовы отказалась продлевать контракт. В январе 2018 года вернулся в третий раз в кишинёвский клуб «Дачия», контракт рассчитан на год, но так как команда снялась с чемпионата 2018 года, то в марте стало известно, что Добровольский возглавил тираспольский клуб «Динамо-Авто».

## Стиль игры
По словам Игоря Колыванова, Игорь Добровольский отличался большой самотдачей и огромной выносливостью: он пробегал тест Купера «в тройке-четверке», а кросс пробегал всегда в общей группе. Манеру игры он описывал как «плавная, размеренная», вследствие чего со стороны складывалось ощущение, что Добровольский будто тренируется вполсилы. Отличался великолепным видением поля, высокой
скоростью принятия и реализации тактических решений (в частности, в момент передачи Добровольского партнёру создать искусственное положение «вне игры» оборона соперника, как правило, просто не успевала), точностью исполнения технических приёмов и редким хладнокровием, в том числе при реализации пенальти.

## Достижения

### В качестве игрока
«Олимпик Марсель»
- Чемпион Франции: 1993[6]
- Победитель Лиги чемпионов: 1993[6]

«Динамо» (Москва)
- Вице-чемпион СССР (1986) и России (1994)
- Бронзовый призёр чемпионатов СССР (1990) и России (1993)

Сборная СССР
- Чемпион Олимпийских игр 1988[6]
- Чемпион Европы среди молодёжных команд: 1990[6]

### В качестве тренера
«Дачия»
- Чемпион Молдовы: 2010/11
- Серебряный призёр чемпионатов Молдовы (3): 2011/12, 2012/13, 2014/15
- Обладатель Суперкубка Молдовы: 2011
- Финалист Кубка Молдовы: 2014/15

### Личные
- Лучший футболист СССР: 1990 (по результатам опроса еженедельника «Футбол»)[6]
- Лучший иностранный футболист чемпионата Швейцарии: 1991/92
- В списках 33 лучших футболистов сезона в СССР (4): № 1 — 1987, 1988, 1989, 1990; № 3 — 1986
- В списках 33 лучших футболистов чемпионата России (1): № 2 — 1994
- Награждён орденом Почёта (1989)
- Лучший спортивный тренер и лучший футбольный тренер Молдовы: 2007[6]

В 2016 году была открыта тираспольская специализированная детско-юношеская школа Олимпийского резерва футбола и игровых видов спорта им. И. И. Добровольского.

## Личная жизнь
Отец умер в 1994 году, мать работала в Раздельной (70 км от Одессы) на автозаправочной станции.
Два старших брата — Анатолий и Юрий.
Дядя — Александр Лилица, президент ФК «Псков-2000» в 1992—1993 и 1998—2005 годах.
В течение своей карьеры Игорь Добровольский постоянно курил, не отказавшись от этой привычки и после завершения игровой карьеры: в 2013 году, будучи тренером «Тилигул-Тираса», он даже перенёс инфаркт, после которого врач строго запретил ему курить. Для избавления от привычки даже приглашали Аллана Чумака, который просил Добровольского не курить хотя бы три дня, однако Игорь сказал, что в таком случае он может справиться и без чужой помощи, и отказался от услуг Чумака. Также иногда Добровольский злоупотреблял алкоголем, за что однажды чуть не был отчислен из московского «Динамо».
Среди футболистов, с которыми играл в одно время, Добровольский выделял Юрия Гаврилова

## Участие в рекламной деятельности
В начале 90-х в Италии рекламировал товары фирмы «Симод». В то же время, выступая уже за «Динамо» снялся в серии рекламных роликов шоколадных батончиков «Snickers». Позже Игорь уточнял, что вся съёмка заняла 2 часа. За это время «несколько раз прошелся перед камерами, раза 4 произнес текст и надкусил штук 15 „Сникерсов“». За съёмки он получил 10 тысяч долларов.

## Статистика
| Сезон            | Клуб             | Турнир            | Игры | Голы |
| ---------------- | ---------------- | ----------------- | ---- | ---- |
| 1984             | Нистру           | Первая лига       | 10   | 5    |
| 1985             | Нистру           | Первая лига       | 27   | 13   |
| 1986             | Динамо           | Высшая лига       | 28   | 4    |
| 1987             | Динамо           | Высшая лига       | 27   | 4    |
| 1988             | Динамо           | Высшая лига       | 27   | 4    |
| 1989             | Динамо           | Высшая лига       | 27   | 11   |
| 1990             | Динамо           | Высшая лига       | 15   | 4    |
| 1990/91          | Кастельон        | Примера           | 14   | 3    |
| 1991/92          | Серветт          | Суперлига         | 23   | 14   |
| 1992/93          | Дженоа           | Серия A           | 4    | 1    |
| 1992/93          | Марсель          | Лига 1            | 8    | 1    |
| 1993             | Динамо           | Высший дивизион   | 18   | 6    |
| 1994             | Динамо           | Высший дивизион   | 13   | 3    |
| 1994/95          | Атлетико         | Примера           | 19   | 1    |
| 1996/97          | Фортуна          | Бундеслига        | 15   | 4    |
| 1997/98          | Фортуна          | Вторая Бундеслига | 14   | 4    |
| 1998/99          | Фортуна          | Вторая Бундеслига | 25   | 6    |
| Всего            | Всего            | Всего             | 304  | 86   |
| Сборные          |                  |                   |      |      |
| 1986—1991        | СССР             | СССР              | 25   | 7    |
| 1992             | СНГ              | СНГ               | 4    | 1    |
| 1992—1998        | Россия           | Россия            | 18   | 2    |
| Всего            | Всего            | Всего             | 47   | 10   |
| Всего за карьеру | Всего за карьеру | Всего за карьеру  | 361  | 99   |